# Польская ширококолейная металлургическая линия
Польская ширококолейная металлургическая линия — (пол. Linia Hutnicza Szerokotorowa, известна под аббревиатурой LHS) — железнодорожная линия длиной около 400 км с шириной колеи 1520 мм, проходящая по территории Польши.
За исключением этой линии и нескольких небольших участков у границы, Польша использует стандартную европейскую колею 1435 мм.
Дорога существует в Польше с 1979 года и ведёт от приграничного Хрубешува до силезского города Славкув. С востока к Хрубешуву подходит ветка от украинского города Владимир. По линии перевозятся только грузы, в основном железная руда (ранее из СССР) на катовицкие металлургические заводы и каменный уголь в обратном направлении.

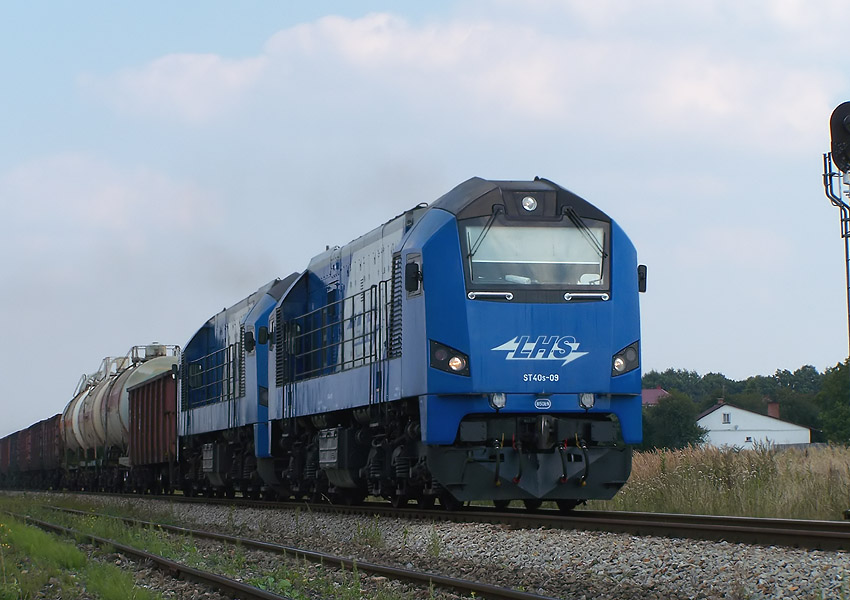
Тепловоз ST40s на LHS

Железнодорожная линия работает под управлением компании PKP LHS (en). В 2004 году по линии проходило в среднем 6,4 пар поездов ежедневно, было перевезено около 7,3 млн тонн груза. В распоряжении компании 50 тепловозов ST44 и 8 тепловозов SM48.
До этого название дороги было Linia Hutniczo Siarkowa, основным грузом, перевозимым по дороге, была сера. Но после смены грузопотока название линии было изменено, хотя аббревиатура сохранилась.

## Остановочные пункты
- Хрубешув
- Вербковице
- Мёнчин
- Ярославец
- Замосць-Северный
- Замосць-Бортатыче
- Завада
- Щебжешин
- Звежинец-Товарный
- Билгорай
- Хута-Деренговска
- Пуща
- Дроздув
- Воля-Барановска
- Некрасув
- Сташув
- Гжибув
- Рачице
- Голухув
- Лончин
- Сендзишув
- Кемпе
- Зажече
- Ярошовец-Олькуски
- Олькуш
- Буковно
- Славкув